# 306 (szám)
A 306 (római számmal: CCCVI) egy természetes szám.

## A szám a matematikában
A tízes számrendszerbeli 306-os a kettes számrendszerben 100110010, a nyolcas számrendszerben 462, a tizenhatos számrendszerben 132 alakban írható fel.
A 306 páros szám, összetett szám, kanonikus alakban a 21 · 32 · 171 szorzattal, normálalakban a 3,06 · 102 szorzattal írható fel. Tizenkettő osztója van a természetes számok halmazán, ezek növekvő sorrendben: 1, 2, 3, 6, 9, 17, 18, 34, 51, 102, 153 és 306.
Huszonkétszögszám.
Érinthetetlen szám: nem áll elő pozitív egész számok valódiosztóösszeg-függvényeként.
A 306 négyzete 93 636, köbe 28 652 616, négyzetgyöke 17,49286, köbgyöke 6,73866, reciproka 0,0032680. A 306 egység sugarú kör kerülete 1922,65470 egység, területe 294 166,16971 területegység; a 306 egység sugarú gömb térfogata 120 019 797,2 térfogategység.